# Club Social y Deportivo Sol de Mayo
O Club Social y Deportivo Sol de Mayo, também conhecido como Club Sol de Mayo ou simplesmente como Sol de Mayo, é um clube esportivo argentino da cidade de Viedma, capital do departamento de Adolfo Alsina e da província de Río Negro. Foi fundado em 2 de agosto de 1920 por ex-alunos do colégio San Francisco de Sales, suas cores são o azul-celeste e o branco. O clube possui duas propriedades para as práticas esportivas, onde são realizadas atividades de ginástica artística, vôlei, basquete, futebol, tênis, hóquei, rúgbi, handebol, natação e pelota paleta. Entre as muitas atividades esportivas praticadas no clube, a principal é o futebol, onde atualmente participa do Torneo Federal A, a terceira divisão do futebol argentino para as equipes indiretamente afiliadas à Associação do Futebol Argentino (AFA), sendo representante da Liga Rionegrina de Fútbol através do Conselho Federal do Futebol Argentino (CFFA).[carece de fontes?]